# Robert de Courçon
Robert de Courçon (també escrit Courson, Curson, o Curzon; c. 1160/1170 – 1219) va ser un erudit de la Universitat de París i més tard cardenal i legat papal.

## Biografia
Robert de Courçon va néixer a Anglaterra entre 1160 i 1170. Poc se sap sobre la seva família o la seva vida primerenca. Pot ser que fos membre d'una família anglo-normanda originària del poble de Notre-Dame-de-Courson, a la Normandia. Robert va ser estudiant del teòleg parisenc Pere Cantor; una referència a la mort de Pere el 1197 a l'obra de Robert de Couçon Summa indica que devia de ser el seu estudiant cap al final de la seva carrera als anys 1190.
Segons Cessari d'Heisterbach, Robert va ensenyar teologia a la Universitat de París des d'abans de l'any 1200, i ho va fer fins que es va convertir en cardenal sacerdot de Sant Esteve del Mont Celio, a Roma, l'any 1212. Abans d'aquell moment havia servit com a jutge delegat a París. El 1213, quan Innocenci III va anunciar la celebració del Quart Concili del Laterà, que tindria lloc finalment el 1215, Robert va ser nomenat legat papal a França per ajudar a preparar-lo. En aquesta capacitat, Robert va convocar una sèrie de concilis locals i va predicar una nova croada a Terra Santa.
Robert també va ordenar noves regles per a la seva antiga universitat l'agost de 1215, prohibint certs tractats d'Aristòtil i les sabates punxegudes de pigache que estaven de moda en aquell moment. A més, va intentar mediar entre el rei Joan d'Anglaterra i Felip August de França per tal de dissuadir Joan d'intentar reconquerir les possessions angleses perdudes davant França, cosa que finalment va portar a una pau el 1215. Robert també podria haver participat breument a la croada albigesa el 1214. Robert no era popular com a legat a França i el 1215 el clergat francès es va negar a assistir a un concili que havia convocat a Bourges, després del qual Robert va intentar excomunicar-los.
El mandat de Robert com a legat va acabar amb el Quart Concili del Laterà el 1215, després del qual va ser enviat a Roma. Moltes de les seves decisions com a legat papal van ser negades pel papa Innocenci III o el seu successor el Honori III. El 1218, Robert va ser nomenat predicador papal a la Cinquena Croada a Egipte, on hi va morir durant el setge de Damiata el 6 de febrer de 1219.